# E.D.P. Jesina Femminile 2014-2015
Questa voce raccoglie le informazioni riguardanti l'Associazione Polisportiva Dilettantistica E.D.P. Jesina Femminile nelle competizioni ufficiali della stagione 2014-2015.

## Stagione
La stagione 2014-2015 vede la Jesina affrontare nuovamente il campionato di Serie B nel girone C, dopo aver terminato il precedente al settimo posto ed aver ottenuto un'agevole salvezza, con la squadra affidata al tecnico Andrea Marcelli che rileva Urbinati che aveva allenato le ragazze dopo che Emanuele Iencinella, quattro stagioni sulla panchina delle leoncelle, aveva dato le dimissioni a cinque giornate dal termine. L'organico si integra con quattro nuovi acquisti, Elisa Polli classe 2000, Nausica Costantini (1992), Martina Vagnini classe (1990) e l'esprta Chiara Breccia (1982).
La stagione per le ragazze in tenuta biancorossa inizia in Coppa Italia, ma termina già al primo turno, con la Jesina, pur avendo pareggiato con il Grifo Perugia entrambi gli incontri di andata, 2-2 casalingo, e ritorno, 1-1 in trasferta, eliminata nella prima fase eliminatoria per la regola dei gol fuori casa che avvantaggia le umbre.

## Organigramma societario
Area tecnica
- Allenatore: Andrea Marcelli

## Rosa
| N. |                   | Ruolo | Calciatrice                |
| -- | ----------------- | ----- | -------------------------- |
|    | Italia (bandiera) | P     | Katia Cantori              |
|    | Italia (bandiera) | P     | Emma Guidi                 |
|    | Italia (bandiera) | D     | Ilaria Alunno              |
|    | Italia (bandiera) | D     | Margherita Bastianelli     |
|    | Italia (bandiera) | D     | Chiara Breccia             |
|    | Italia (bandiera) | D     | Mara Catena                |
|    | Italia (bandiera) | D     | Emily Mosca                |
|    | Italia (bandiera) | D     | Giulia Picchiò             |
|    | Italia (bandiera) | D     | Silvia Scarponi (capitano) |
|    | Italia (bandiera) | C     | Elisa Battistoni           |
|    | Italia (bandiera) | C     | Veronica Becci             |

| N. |                   | Ruolo | Calciatrice            |
| -- | ----------------- | ----- | ---------------------- |
|    | Italia (bandiera) | C     | Michela Catena         |
|    | Italia (bandiera) | C     | Nausica Costantini     |
|    | Italia (bandiera) | C     | Miriam Fiorella        |
|    | Italia (bandiera) | C     | Giulia Mari            |
|    | Italia (bandiera) | C     | Martina Vagnini        |
|    | Italia (bandiera) | A     | Noemi Fabbretti        |
|    | Italia (bandiera) | A     | Valeria Monterubbiano  |
|    | Italia (bandiera) | A     | Marta Papa             |
|    | Italia (bandiera) | A     | Alessandra Piergallini |
|    | Italia (bandiera) | A     | Elisa Polli            |
|    | Italia (bandiera) | A     | Maddalena Porcarelli   |

## Calciomercato

### Sessione estiva
| Acquisti | Acquisti           | Acquisti        | Acquisti      |
| R.       | Nome               | da              | Modalità      |
| -------- | ------------------ | --------------- | ------------- |
| D        | Chiara Breccia     | Virtus Romagna  | definitivo    |
| D        | Mara Catena        | San Zaccaria    | fine prestito |
| C        | Nausica Costantini |                 | prestito      |
| C        | Martina Vagnini    | Virtus Romagna  | definitivo    |
| A        | Elisa Polli        | Matelica Calcio | definitivo    |

| Cessioni | Cessioni | Cessioni | Cessioni |
| R.       | Nome     | a        | Modalità |
| -------- | -------- | -------- | -------- |
|          |          |          |          |

### Sessione invernale
| Acquisti | Acquisti | Acquisti | Acquisti |
| R.       | Nome     | da       | Modalità |
| -------- | -------- | -------- | -------- |
|          |          |          |          |

| Cessioni | Cessioni    | Cessioni     | Cessioni   |
| R.       | Nome        | a            | Modalità   |
| -------- | ----------- | ------------ | ---------- |
| D        | Mara Catena | San Zaccaria | definitivo |

## Risultati

### Serie B

#### Girone di andata
| Arbitro: | Davide Barozzi (Rovereto) |

|                                 |           |                |
| Cisotto 10’, 36’ Zanon 15’, 63’ | Marcatori | 65’ Battistoni |

| Arbitro: | Luca Angelucci (Foligno) |

|  |           |            |
|  | Marcatori | 41’ Baldan |

| Arbitro: | Michele Scarpino (Bologna) |

|               |           |                             |
| Halitjaha 51’ | Marcatori | 28’ Monterubbiano 40’ Polli |

| Arbitro: | Carmine Luciano (Bologna) |

|              |           |              |
| Fiorella 55’ | Marcatori | 41’ Paoletti |

| Arbitro: | Raffaele Covili Faggioli (Bologna) |

|                            |           |                                                       |
| Boscarello 54’ Valente 60’ | Marcatori | 34’, 70’, 84’ Polli 75’ Mi. Catena 90’ (rig.) Vagnini |

| Arbitro: | Luigi Cosignani (San Benedetto del Tronto) |

|  |           |                |
|  | Marcatori | 75’ Stefanello |

| Arbitro: | Ilaria Bianchini (Bolzano) |

|               |           |             |
| Mi. Catena 1’ | Marcatori | 41’ Fratini |

| Arbitro: | Massimo Abagnale (Parma) |

|  |           |                          |
|  | Marcatori | 25’ Polli 46’ Mi. Catena |

| Arbitro: | Marco Monaldi (Macerata) |

|                |           |  |
| Costantini 77’ | Marcatori |  |

| Arbitro: | Simone Biffi (Treviglio) |

|             |           |                |
| Toffolo 56’ | Marcatori | 34’, 40’ Polli |

| Arbitro: | Matteo Grassi (Arezzo) |

|                                                                   |           |                  |
| Polli 3’, 17’ Monterubbiano 36’, 38’ Mi. Catena 61’ Fabbretti 66’ | Marcatori | 56’, 80’ Stefani |

| Arbitro: | Mario Davide Arace (Lugo) |

|  |           |                         |
|  | Marcatori | 9’ Polli 21’ Mi. Catena |

| Arbitro: | Igor Yuri Paolucci (Lanciano) |

|                                       |           |  |
| Monterubbiano 50’, 58’ Mi. Catena 84’ | Marcatori |  |

#### Girone di ritorno
| Arbitro: | Andrea Bindella (Pesaro) |

|           |           |                              |
| Polli 84’ | Marcatori | 30’ Cisotto 90+2’ Casagrande |

| Arbitro: | Francesco Ferro (Latisana) |

|  |           |                                    |
|  | Marcatori | 47’ Vagnini 50’, 75’ Monterubbiano |

| Arbitro: | Marco Monaldi (Macerata) |

|                          |           |  |
| Mi. Catena 11’ Polli 68’ | Marcatori |  |

| Arbitro: | Stefano Campagnolo (Bassano del Grappa) |

|                           |           |           |
| Romanelli 73’ Monferà 77’ | Marcatori | 18’ Polli |

| Arbitro: | Luigi Cosignani (San Benedetto del Tronto) |

|                         |           |  |
| Becci 60’ Fabbretti 75’ | Marcatori |  |

| Arbitro: | Francesco Ferro (Latisana) |

|            |           |             |
| Zuanti 89’ | Marcatori | 20’ Vagnini |

| Arbitro: | Sajmir Kumara (Verona) |

|  |           |                                  |
|  | Marcatori | 5’ Costantini 20’, 65’ Fabbretti |

| Arbitro: | Ilaria Bianchini (Bolzano) |

|                     |           |                                     |
| Polli 60’ Becci 62’ | Marcatori | 17’ Venturelli 69’ Casali 78’ Guidi |

| Arbitro: | Claudio Petrella (Viterbo) |

|                |           |                          |
| G. Fiorucci 6’ | Marcatori | 55’, 90+4’ Monterubbiano |

| Arbitro: | Luigi Cosignani (San Benedetto del Tronto) |

|                                    |           |                              |
| Carboni 52’ (aut.) Bastianelli 57’ | Marcatori | 1’ Costantini 91’ Michelotto |

| Arbitro: | Francesco Ferro (Latisana) |

|  |           |                        |
|  | Marcatori | 22’ Fabbretti 67’ Mari |

| Arbitro: | Andrea Bindella (Pesaro) |

|                           |           |  |
| Breccia 52’ Fabbretti 92’ | Marcatori |  |

| Arbitro: | Tommaso Betta (Bolzano) |

|                |           |  |
| S. Balasso 75’ | Marcatori |  |

### Coppa Italia
| Arbitro: | Bindella (Pesaro) |

|                                      |           |                               |
| Monterubbiano 35’ Picchiò 90’ (rig.) | Marcatori | 40’ C. Fiorucci 50’ Marinelli |

| Collestrada, Perugia 21 settembre 2014, ore 15:30 CEST Primo turno eliminatorio, gara 12 - Ritorno | Grifo Perugia | 1 – 1 referto     | E.D.P. Jesina | Stadio comunale Giampiero Giansanti |
| \| \| \| \| \| Saravalle 38’ \| Marcatori \| 2t’ Monterubbiano \|                                  |               |                   |               |                                     |
| |               |                   |               |                                     |
| Saravalle 38’                                                                                      | Marcatori     | 2t’ Monterubbiano |               |                                     |

## Statistiche

### Statistiche di squadra
| Competizione | Punti | In casa | In casa | In casa | In casa | In casa | In casa | In trasferta | In trasferta | In trasferta | In trasferta | In trasferta | In trasferta | Totale | Totale | Totale | Totale | Totale | Totale | DR  |
| Competizione | Punti | G       | V       | N       | P       | Gf      | Gs      | G            | V            | N            | P            | Gf           | Gs           | G      | V      | N      | P      | Gf     | Gs     | DR  |
| ------------ | ----- | ------- | ------- | ------- | ------- | ------- | ------- | ------------ | ------------ | ------------ | ------------ | ------------ | ------------ | ------ | ------ | ------ | ------ | ------ | ------ | --- |
| Serie B      | 49    | 13      | -       | -       | -       | -       | -       | 13           | -            | -            | -            | -            | -            | 26     | 15     | 6      | 5      | 53     | 18     | +35 |
| Coppa Italia | -     | 1       | 0       | 1       | 0       | 2       | 2       | 1            | 0            | 1            | 0            | 1            | 1            | 2      | 0      | 2      | 0      | 3      | 3      | 0   |
| Totale       | -     | 14      | -       | -       | -       | -       | -       | 14           | -            | -            | -            | -            | -            | 28     | 15     | 8      | 5      | 56     | 21     | +35 |

### Andamento in campionato
| Giornata  | 1 | 2 | 3 | 4 | 5 | 6 | 7 | 8 | 9 | 10 | 11 | 12 | 13 | 14 | 15 | 16 | 17 | 18 | 19 | 20 | 21 | 22 | 23 | 24 | 25 | 26 |
| --------- | - | - | - | - | - | - | - | - | - | -- | -- | -- | -- | -- | -- | -- | -- | -- | -- | -- | -- | -- | -- | -- | -- | -- |
| Luogo     | T | C | T | C | T | C | C | T | C | T  | C  | T  | C  | C  | T  | C  | T  | C  | T  | T  | C  | T  | C  | T  | C  | T  |
| Risultato | P | P | V | N | V | P | N | V | V | V  | V  | V  | V  | P  | V  | V  | P  | V  | N  | V  | P  | V  | N  | V  | V  | P  |
| Posizione |   |   |   |   |   |   |   |   |   | 4  | 4  | 4  | 4  | 4  | 4  | 4  | 4  | 3  | 3  | 3  |    |    |    |    | 3  | 4  |

Legenda:

Luogo: C = Casa; T = Trasferta. Risultato: V = Vittoria; N = Pareggio; P = Sconfitta.

### Statistiche delle giocatrici
| Giocatore        | Serie B  | Serie B | Serie B     | Serie B    | Coppa Italia | Coppa Italia | Coppa Italia | Coppa Italia | Totale   | Totale | Totale      | Totale     |
| Giocatore        | Presenze | Reti    | Ammonizioni | Espulsioni | Presenze     | Reti         | Ammonizioni  | Espulsioni   | Presenze | Reti   | Ammonizioni | Espulsioni |
| ---------------- | -------- | ------- | ----------- | ---------- | ------------ | ------------ | ------------ | ------------ | -------- | ------ | ----------- | ---------- |
| I. Alunno        | 23       | 0       | 0           | 0          | 1            | 0            | 1            | 0            | 24       | 0      | 1           | 0          |
| A. Bartolini     | -        | -       | -           | -          | 1            | 0            | 0            | 0            | 1        | 0      | 0           | 0          |
| M. Bastianelli   | 14       | 1       | 2           | 0          | 0            | 0            | 0            | 0            | 14       | 1      | 2           | 0          |
| E. Battistoni    | 20       | 1       | 0           | 0          | 2            | 0            | 0            | 0            | 22       | 1      | 0           | 0          |
| V. Becci         | 12       | 2       | 1           | 0          | -            | -            | -            | -            | 12       | 2      | 1           | 0          |
| C. Breccia       | 21       | 1       | 2           | 0          | 2            | 0            | 0            | 0            | 23       | 1      | 2           | 0          |
| K. Cantori       | 10       | -13     | 0           | 0          | 1            | -1           | 0            | 0            | 11       | -14    | 0           | 0          |
| Ma. Catena       | 5        | 0       | 0           | 0          | -            | -            | -            | -            | 5        | 0      | 0           | 0          |
| Mi. Catena       | 20       | 7       | 0           | 0          | 2            | 0            | 0            | 0            | 22       | 7      | 0           | 0          |
| C. Cinti         | -        | -       | -           | -          | 1            | 0            | 0            | 0            | 1        | 0      | 0           | 0          |
| N. Costantini    | 19       | 2       | 4           | 0          | 2            | 0            | 0            | 0            | 21       | 2      | 4           | 0          |
| N. Fabbretti     | 17       | 6       | 0           | 0          | 1            | 0            | 0            | 0            | 18       | 6      | 0           | 0          |
| M. Fiorella      | 24       | 1       | 2           | 0          | 2            | 0            | 0            | 0            | 26       | 1      | 2           | 0          |
| T. Fontana       | -        | -       | -           | -          | 0            | 0            | 0            | 0            | 0        | 0      | 0           | 0          |
| E. Guidi         | 16       | -13     | 1           | 0          | 1            | -2           | ?            | ?            | 17       | -15    | 1+          | 0+         |
| I. Lucarini      | -        | -       | -           | -          | 1            | 0            | 0            | 0            | 1        | 0      | 0           | 0          |
| G. Mari          | 11       | 1       | 1           | 0          | 1            | 0            | 0            | 0            | 12       | 1      | 1           | 0          |
| V. Monterubbiano | 22       | 9       | 2           | 0          | 2            | 2            | 0            | 0            | 24       | 11     | 2           | 0          |
| E. Mosca         | 13       | 0       | 0           | 0          | -            | -            | -            | -            | 13       | 0      | 0           | 0          |
| M. Papa          | -        | -       | -           | -          | -            | -            | -            | -            | -        | -      | -           | -          |
| G. Picchiò       | 25       | 0       | 0           | 0          | 2            | 1            | 0            | 0            | 27       | 1      | 0           | 0          |
| A. Piergallini   | 4        | 0       | 0           | 0          | 1            | 0            | 0            | 0            | 5        | 0      | 0           | 0          |
| E. Polli         | 23       | 14      | 0           | 0          | -            | -            | -            | -            | 23       | 14     | 0           | 0          |
| M. Porcarelli    | 1        | 0       | 0           | 0          | 1            | 0            | 0            | 0            | 2        | 0      | 0           | 0          |
| S. Scarponi      | 25       | 0       | 2           | 0          | -            | -            | -            | -            | 25       | 0      | 2           | 0          |
| M. Tozzo         | -        | -       | -           | -          | 1            | 0            | 0            | 0            | 1        | 0      | 0           | 0          |
| M. Vagnini       | 22       | 3       | 1           | 0          | 2            | 0            | 0            | 0            | 24       | 3      | 1           | 0          |